# Ágios Lázaros
Ágios Lázaros är en fornlämning i Cypern.   Den ligger i distriktet Eparchía Lárnakas, i den östra delen av landet, 40 km sydost om huvudstaden Nicosia. Ágios Lázaros ligger 1 meter över havet. Den ligger på ön Cypern.
Terrängen runt Ágios Lázaros är platt. Havet är nära Ágios Lázaros åt sydost.  Närmaste större samhälle är Larnaca, 1,6 km nordväst om Ágios Lázaros. Trakten runt Ágios Lázaros består till största delen av jordbruksmark.